# روي هاريسون
روي هاريسون (30 أغسطس 1939 - ) (بالإنجليزية: Roy Harrison)‏ هو لاعب كريكت أيرلندي.

## وصلات خارجية
- روي هاريسون على موقع إي آس بي آن كريك إنفو (الإنجليزية)